# バースデイ (企業)
バースデイ（Birthday）は、キャラクターデザインやコンピュータゲーム・トレーディングカードゲームの制作を手がける企業。商号は、株式会社バースデイ。本社所在地は東京都港区赤坂。
『貝獣物語』シリーズを手がけているほか、『ふしぎ星の☆ふたご姫』の原案も担当している。
ゲーム作品の担当はシナリオ、キャラクターデザインなどが主であり、ゲームプログラムなどの実開発部分は手がけていない。

## 関わった作品
- ロストワード・オブ・ジェニー - 1987年3月25日にタカラ（現・タカラトミー）から発売された、ファミリーコンピュータ用ゲームソフト。
- 貝獣物語シリーズ - ナムコ（現・バンダイナムコエンターテインメント）・ハドソン（現・KONAMI）・天田印刷加工（現・エンスカイ）から発売されていたゲームシリーズ。
- じゅうべえくえすと - 1991年1月4日にナムコ（現・バンダイナムコエンターテインメント）から発売された、ファミリーコンピュータ用ゲームソフト。
- ペケとポコのダルマンバスターズ - 1991年8月3日にバンプレスト（現・バンダイナムコエンターテインメント）から発売された、ゲームボーイ用ゲームソフト。
- ナムコプリズムゾーン ドリームマスター - 1992年9月22日にナムコ（現・バンダイナムコエンターテインメント）から発売された、ファミリーコンピュータ用ゲームソフト。
- クリスタルビーンズ フロム ダンジョンエクスプローラー - 1995年8月10日にハドソン（現・KONAMI）から発売された、スーパーファミコン用ゲームソフト。
- 超機甲爆走ロボトライ - バンダイより発売されたプラモデル。
- エレメンタルギミックギア - 1999年5月27日にハドソン（現・KONAMI）から発売された、ドリームキャスト用ゲームソフト。
- 瞬速爆転E.G.G.ファイト - エレメンタルギミックギアのキャラクターを用いた玩具シリーズ。バンダイより発売された。
- ふしぎ星の☆ふたご姫 - テレビ東京系列で放送されたテレビアニメ。原案担当。
- キーボッツシリーズ - バンダイより発売されているロボット玩具シリーズ。
- ちゃまもり - エンスカイとの共同開発により発売された歩数計付き携帯液晶ゲーム機。
- ミラクルVマスター - 天田印刷加工から発売されていたトレーディングカードゲーム。
- ココロノココロン - バンダイナムコゲームス販売のニンテンドーDS用ソフト。